# James M. Stayer
James Mentzer Stayer  (* 15. März 1935 im Lancaster County (Pennsylvania); † 23. April 2025) war ein kanadischer Historiker, der die europäische Frühen Neuzeit erforschte. Seine Schwerpunkte waren hierbei Täuferbewegung und Radikale Reformation.

## Leben
James Stayer studierte am Juniata College, das er 1957 als Bachelor of Arts mit der Note magna cum laude im Fach Geschichte abschloss. Es schloss sich ein Master-Abschluss an der University of Virginia 1958 in Moderner Europäischer Geschichte an. Die Promotion erfolgte an Cornell University 1964 ebenfalls im Fach Geschichte.
Er lehrte am Ithaca College, von 1962 bis 1965 am Bridgewater College, anschließend an der Bucknell University, bevor er 1968 nach Kanada emigrierte. Hier lehrte er an der Queen’s University in Kingston / Ontario, wo er 1978 Professor wurde. 2000 wurde er emeritiert. Die kanadische Staatsbürgerschaft erhielt er 1977. Laut eigenen Aussagen war er politisch mit der Liberalen Partei, religiös mit dem Reformjudentum verbunden.
Seit seiner Promotion beschäftigte sich Stayer mit der frühen radikalen Reformation und dem Täufertum. Zum Quellenstudium hielt er sich mehrere Jahre in der Schweiz und in Deutschland auf. 1972 veröffentlichte er das Buch Anabaptists and the Sword, das als einer der wichtigen Texte zum Täufertum gilt. Mit diesem Buch hat er eine Revision der Täuferforschung eingeleitet, die zu dieser Zeit stark vom Ansatz der Anabaptist Vision von Harold S. Bender geprägt war. Als einer der ersten nicht kirchlich gebundenen Täuferforscher zeigte er die breiten Unterschiede in der Einstellung der frühen Täufer zur Gewaltanwendung auf. Ein anderer weit beachteter Text war From Monogenesis to Polygenesis: The Historical Discussion of Anabaptist Origins, den er zusammen mit Werner O. Packull und Klaus Deppermann verfasst hatte. In diesem Essay wird die These vertreten, dass das Täufertum gleichzeitig in mindestens drei verschiedenen Gebieten Europas entstanden sei, und nicht grundsätzlich auf die frühen Schweizer Täufer zurückzuführen sei.
Mit zahlreichen Aufsätzen, Monographien, Lexikoneinträgen sowie Herausgeberschaften leistete Stayer Beiträge zur Geschichte des Täufertums. 1999 erschien eine ihm gewidmete Festschrift unter dem Titel: Radical Reformation Studies.

## Zitat
„Das besondere Verdienst Stayers ist ... die Art und Weise, mit welcher Meisterschaft er sein Forschungsfeld beherrscht. Mit seinem Interpretationsansatz, das Täufertum als Teil der umfassenderen radikalen Reformation zu erfassen, steht er niemandem nach... Einige wenige Forscher kommen seiner Professionalität nahe, können ihm aber doch nicht das Wasser reichen. Ironischerweise war das auch Benders Stärke.
Daß Stayer das Feld der radikalen Reformation meisterhaft zu bestellen weiß, ist nirgends deutlicher zu sehen als auf den jährlichen Zusammenkünften des 'Täuferkolloqiums'. Von Stayer geht nichts Bedrohliches aus, in abwägender Haltung sitzt er da, er hört jedem Vortrag intensiv zu, nickt kräftig mit dem Kopf, grunzt bei jeder erfolreichen Attacke auf eine modische These in sich hinein, er ist bereit, der Arbeit eines jungen Forschers zu applaudieren und ihn auf dem Forschungsfeld zu begrüßen, er ist auch bereit, ihm Hilfe anzubieten. ...
Sicherlich wird auch Stayers Arbeit einmal einer Revision unterzogen werden... Ich glaube nicht, daß ihn Revisionen seiner Arbeitsergebnisse sonderlich stören werden. Seine Stellung innerhalb der Historiographie des Täufertums und der radikalen Reformation ist so gefestigt, daß er sich über Veränderungen, die an seiner eigenen Arbeit vorgenommen werden, nicht zu grämen braucht.“

## Werke (Auswahl)
Monografien
- Anabaptists and the sword. Colorado Press, Lawrence KS 1972.
- The German Peasants’ War and Anabaptist Community of Goods (= McGill-Queen’s Studies in the History of Religions. Series 1, Bd. 6). McGill-Queen’s University Press, Montreal u. a. 1991, ISBN 0-7735-0842-2.
- Martin Luther, German saviour. German evangelical theological factions and the interpretation of Luther, 1917–1933 (= McGill-Queen’s Studies in the History of Religions. Series 2, Bd. 13). McGill-Queen’s University Press, Montreal u. a. 2000, ISBN 0-7735-2044-9.

Aufsätze
- mit Werner O. Packull und Klaus Deppermann: From Monogenesis to Polygenesis: The Historical Discussion of Anabaptist Origins. In: The Mennonite Quarterly Review. Bd. 49, Nr. 2, 1975, ISSN 0025-9373, S. 83–121.
- Die Anfänge des schweizerischen Täufertums im reformierten Kongregationalismus. In: Hans-Jürgen Goertz (Hrsg.): Umstrittenes Täufertum. 1525–1975. Neue Forschungen. Vandenhoeck & Ruprecht, Göttingen 1975, ISBN 3-525-55354-4, S. 19–49.
- Die Schweizer Brüder. Versuch einer historischen Definition. In: Mennonitische Geschichtsblätter. Bd. 34, 1977, S. 7–34.
- Wilhelm Reublin. Eine pikareske Wanderung durch das frühe Täufertum. In: Hans-Jürgen Goertz (Hrsg.): Radikale Reformatoren. 21 biographische Skizzen von Thomas Müntzer bis Paracelsus (= Beck’sche Schwarze Reihe. Bd. 183). Beck, München 1978, ISBN 3-406-06783-2, S. 93–102.
- Vielweiberei als „innerweltliche Askese“. Neue Eheauffassungen in der Reformationszeit. In: Mennonitische Geschichtsblätter. Bd. 37, 1980, S. 24–41.
- Neue Modelle eines gemeinsamen Lebens. Gütergemeinschaft im Täufertum. In: Hans-Jürgen Goertz (Hrsg.): Alles gehört allen. Das Experiment Gütergemeinschaft vom 16. Jahrhundert bis heute (= Beck’sche Schwarze Reihe. Bd. 289). Beck, München 1984, ISBN 3-406-09289-6, S. 21–49.
- Radikaler Frühzwinglianismus: Balthasar Hubmaier, Fabers Ursach und die Programme der Bauern. In: Mennonitische Geschichtsblätter. Bd. 42, 1985, S. 43–59.
- Anticlericalism: A Model for a Coherent Interpretation of the Reformation. In: Hans R. Guggisberg, Gottfried G. Krodel (Hrsg.): Die Reformation in Deutschland und Europa. Interpretationen und Debatten. = The Reformation in Germany and Europe. Interpretations and Issues (= Archiv für Reformationsgeschichte. Sonderbd.). Beiträge zur gemeinsamen Konferenz der Society for Reformation Research und des Vereins für Reformationsgeschichte, 25. – 30. September 1990, im Deutschen Historischen Institut, Washington, D.C. Gütersloher Verlags-Haus, Gütersloh 1993, ISBN 3-579-01712-8, S. 39–47.
- The Radical Reformation. In: Thomas A. Brady Jr., Heiko A. Oberman, James D. Tracy (Hrsg.): Handbook of European History 1400–1600. Late Middle Ages, Renaissance, and Reformation. Band 2: Visions, Programs, Outcomes. Brill, Leiden u. a. 1995, ISBN 90-04-09761-9, S. 249–282.
- Täufer / Täuferische Gemeinschaften (I). In: Theologische Realenzyklopädie (TRE). Band 32: Spurgeon – Taylor. de Gruyter, Berlin u. a. 2001, ISBN 3-11-016712-3, S. 597–617.
- Art. Täuferforschung, in: Mennonitisches Lexikon Bd. V Teilbd. 3, S. 363–373, ISBN 978-3-921881-23-1 (= online, abgelesen am 2. Mai 2022).

Herausgeberschaften
- mit Werner O. Packull: The Anabaptists and Thomas Müntzer. Kendall/Hunt Publishing, Dubuque IA u. a. 1980, ISBN 0-8403-2235-6
- mit Hans-Jürgen Goertz: Radikalität und Dissent im 16. Jahrhundert. = Radicalism and Dissent in the Sixteenth Century (= Zeitschrift für historische Forschung. Beiheft. Bd. 27). Duncker und Humblot, Berlin 2002, ISBN 3-428-10744-6.
- mit John D. Roth: A Companion to Anabaptism and Spiritualism, 1521–1700 (= Brill’s Companions to the Christian Tradition. Bd. 6). Brill, Leiden u. a. 2007, ISBN 90-04-15402-7.
- mit Willem de Bakker und Michael Driedger: Bernhard Rothmann and the Reformation in Münster, 1530–35. Pandora Press, Kitchener 2009, ISBN 978-1-926599-06-9.